# Монголо-Охотський пояс
Монголо-Охотський пояс, Монголо-Охотська геосинклінальная система, одна зі складчастих систем, складових Урало-Монгольського складчастого геосинклінального поясу, завдовжки понад 2 тис. км: від північно-східної Монголії до західного узбережжя Охотського моря.
На півночі Монголо-Охотський пояс обмежений глибинними Монголо-Охотськими розломами, а на півдні — Бурєїнським масивом і системою Південно-Гобійських розломів. У будові Монголо-Охотського поясу виділяють рифейську, нижньо- і середньопалеозійську стадії геосинклінального розвитку. У верхньому палеозої і нижньому тріасі майже вся територія знаходилася в стадії, що супроводжується впровадженням гігантських мас гранітоїдов; евгеосинклінальне прогинання у пермі збереглося лише на сході, у зоні зчленовування Монголо-Охотського поясу з молодшою Сіхоте-Алінською геосинклінальною системою.
Мезозойські структури Монголо-Охотського поясу (верхній тріас — верхня крейда) одні дослідники відносять до категорії геосинклінальних, інші — до структур гранітоїдної активізації (або ревівації). Для них характерні морські і континентальні молассоїдні і вугленосні відкладення, що поєднуються з широким розвитком наземного вулканізму (андезітовая формація) і впровадженням комагматічних гранітоїдов вулкано-плутонічної формації. З мезозойським магматизмом пов'язані родовища свинцево-цинкових руд, золота, олова, вольфраму, флюориту тощо.